# 朗格巴里烏帕齊拉
朗格巴里烏帕齊拉乌帕齐拉是孟加拉国博杜阿卡利縣的一个乌帕齐拉，位於巴里薩爾专区的博杜阿卡利縣。。

## 人口
據1991年孟加拉國人口普查，朗格巴里烏帕齊拉共有戶數14,713戶，人口86819人。其中男性佔比51.11%，女性佔比48.89%；成年人口43,762人。該地7歲以上人口之平均識字率為22.4%。